# Bernhard von Kraiburg
Bernhard von Kraiburg (* 1412 als Bernhard Kramer in Kraiburg am Inn; † 17. Oktober 1477 in Herrenchiemsee) war 1467–1477 Bischof von Chiemsee und Weihbischof in Salzburg. Daneben war er als Humanist auch literarisch tätig.

## Leben
Bernhards Vater war Friedrich Kramer, wobei nicht bekannt ist, ob es sich um einen Familiennamen oder eine Berufsbezeichnung handelt. Bernhard studierte ab 1437 Kirchenrecht in Wien, wo er 1442 als Dr. iur. can. belegt ist. Um 1447 trat er in die Kanzlei des Salzburger Erzbischofs Friedrich IV. Truchsess von Emmerberg ein und empfing ein Jahr später die Priesterweihe. Im Laufe der Jahre verfügte er über mehrere Pfründen:
- Ab 1443 über ein Kanonikat in Friesach, wo er spätestens 1459 das Amt des Propstes bekleidete;
- 1448 war er Pfarrer von Lohkirchen;
- 1455 Pfarrer von Reut;
- 1467–169 war er Propst von St. Peter am Madron, das zum Bistum Freising gehörte.

1452 nahm Bernhard mit seinem Erzbischof an der Hochzeit des Herzogs Ludwig des Reichen von Bayern-Landshut teil und führte 1454 Verhandlungen mit dem Wiener Hof wegen des Salzburger Salzhandels. 1460 wurde er vom Brixener Fürstbischof Nikolaus von Kues als Administrator des Bistums Brixen vorgeschlagen, lehnte jedoch ab, da er Schwierigkeiten mit dem Tiroler Landesherrn Siegmund befürchtete. Am 11. Oktober 1461 wurde er von Papst Pius II. zum Nuntius in Deutschland ernannt, und 1463 stieg er zum Leiter der Salzburger Kanzlei auf.
Nach dem Tod des Chiemseer Bischofs Ulrich von Plankenfels wurde Bernhard vom Salzburger Erzbischof Bernhard von Rohr zu dessen Nachfolger ernannt. Die Bischofsweihe durch Erzbischof von Rohr erfolgte am 5. Juli 1467. Da Chiemsee ein Eigenbistum von Salzburg war, wirkte er dort wie seine Vorgänger auch als Weihbischof und bekleidete das Amt des Generalvikars. 1475 nahm er an der Hochzeit Georgs des Reichen von Bayern-Landshut teil. Vermutlich bis 1476 blieb er Salzburger Kanzler. Nach seinem Tod ein Jahr später wurde er in der Kathedrale von Herrenchiemsee vor dem St.-Stephans-Altar beigesetzt.

## Literarische Tätigkeit
Neben seiner kirchlichen und politischen Tätigkeit wirkte Bernhard auch literarisch. Als Mitglied der Wiener Artistenfakultät verfasste er eine Rhetorik, den Traktat Conceptum pro scientie rhetorice agressione, die seine älteste erhaltene Schrift und in Fragmenten erhalten ist. Er hatte Kontakt zum Humanistenkreis des Enea Silvio Piccolomini, der 1458 als Pius II. Papst wurde. Von Bernhards Predigten und Ansprachen haben sich sieben erhalten, u. a. jene zur Bischofsweihe des Regensburger Bischofs Friedrich III. von Plankenfels 1450 sowie eine zur Begrüßung des Kardinallegaten Nikolaus von Kues auf der Salzburger Provinzialsynode 1451. Bernhard war mit Nikolaus von Kues befreundet und erscheint in dessen Werk über das Wesen Gottes „De possest“ als einer der drei Gesprächspartner. Bei dem zugrunde liegenden Dialog, der vermutlich 1460 auf der Burg Andraz stattfand, handelt es sich um die von Bernhard erbetene Auslegung einer Stelle des Römerbriefs.
Bekannt sind von Bernhard außerdem ein 1453 verfasstes Schreiben an den Chiemseer Bischof Silvester Pflieger über die Eroberung Konstantinopels sowie ein Bericht über die türkische Niederlage bei Belgrad 1456. 1457 verfasste er ein Klageschreiben zum Tod des böhmischen Königs Ladislaus Postumus. Bereits 1454 hatte er sich mit einer fiktiven Klage an seinen Landespatron Rupert von Salzburg gewandt und auch die entsprechende Antwort verfasst.
Aus Bernhards reicher Bibliothek haben sich etwa 100 Bände Handschriften erhalten, die in Münchner, Salzburger und Wiener Bibliotheken nachgewiesen sind.